# Стомаж (Сежана)
Стомаж (словен. Stomaž) — поселення в общині Сежана, Регіон Обално-крашка, Словенія. Висота над рівнем моря: 407,6 м.